# Ain't Nature Grand!
Pour plus de détails, voir Fiche technique et Distribution.
Ain't Nature Grand! est un dessin animé de Leon Schlesinger Studios, dans la série des Bosko (Looney Tunes), sorti en 1931.
Il a été produit et réalisé par Hugh Harman et Rudolf Ising. De plus, Leon Schlesinger est crédité comme producteur associé.

## Synopsis
Bosko profite de la nature en pêchant au bord d'un lac, en chassant les papillons, en chantant et dansant avec les animaux [..]. 

## Fiche technique
- Titre original : Ain't Nature Grand!
- Réalisation et scénario : Hugh Harman et Rudolf Ising
- Producteurs : Hugh Harman, Rudolf Ising et Leon Schlesinger
- Musique : Frank Marsales
- Production : Leon Schlesinger Studios
- Distribution : Warner Bros. Pictures
- Durée : 7 minutes
- Format : noir et blanc - mono
- Langue : anglais
- Pays de production : États-Unis
- Date de sortie : mars 1931
- Genre : Dessin-animé
- Licence : domaine public[1]

## Distribution

### Voix originales
- Johnny Murray